# Ah! Megami-sama
Ah! Megami-sama (ああっ女神さまっ, Aa! Megami-sama), também conhecida como Ah! My Goddess ou Oh My Goddess! é uma série de mangá escrita e ilustrada por Kosuke Fujishima.
Ah! My Goddess foi transformado em anime, inicialmente como uma série de OVAs (5 episódios), sendo mais tarde lançado um filme (2000) e mais recentemente como uma série de televisão, com duas temporadas. A primeira foi ao ar em 2005, com 24 episódios e mais dois episódios de especiais e um episódio de resumo. Em 2006 foi lançada a segunda temporada e adicionado um subtítulo, intitulando-se "Aa! Megami-sama: Sorezore no Tsubasa", com uma tradução próxima a "Todos têm asas". Desta vez a série veio com 22 episódios e mais dois episódios especiais.
Em dezembro de 2007 a TBS lançou mais dois episódios especiais, em comemoração aos vinte anos do mangá. Para o segundo semestre de 2008 existia um projeto de exibição da terceira temporada, o que acabou não se confirmando.

## Enredo
Com um excelente visual, Ah! My Goddess conquistou muita gente. Baseado no Mangá do mesmo nome (que por sinal ainda vem sendo escrito aos poucos), Ah! My Goddess permanece como uma das melhores comédias românticas.
Morisato Keiichi é um rapaz solitário, que mora em um dormitório só para homens. Na versão exibida nos OVAs, um dia, cuidando sozinho do dormitório, ele resolve pedir algo para comer. Entre suas tentativas, ele sem querer disca para a "Linha de Ajuda das Deusas". Na segunda versão, lançada em 2005, a confusão ocorre quando Keiichi tenta fazer uma ligação para seu senpai. O que acontece em seguida é idêntico nas duas versões: uma Deusa sai do espelho próximo - é Belldandy. Keiichi não só fica surpreso com esta fantástica entrada, como também pelo fato de ele ter direito, devido à bondade de seu coração, a um pedido, qualquer pedido.
Keiichi, meio que brincando, diz "Eu gostaria de ter alguém como você para sempre comigo", e Belldandy aceita o pedido, Agora, Belldandy está "presa" com Keiichi pela "força suprema" por causa do pedido de Keiichi e nada pode romper essa força, Para começar, Keiichi é expulso do dormitório por ter "permitido uma mulher entrar"… Logo ela arranja um lugar para eles ficarem, e então começa o romance.  

## Personagens

### Personagens Principais
Keiichi Morisato: Um estudante azarado da Universidade Nekomi que acidentalmente faz uma ligação para a "Linha de Ajuda das Deusas".
Belldandy: deusa de primeira classe do presente, que desce até a Terra para conceder um desejo ao universitário Morisato. Ela passa a gostar de viver entre os humanos, especialmente perto do seu amado Keiichi Morisato. 
Urd: A sedutora Irmã mais velha de Belldandy. É a deusa de segunda classe do passado. Embora seja "irmã" de Skuld e Belldandy, ela possuía seu sangue metade demônio antes de seus poderes "malignos" serem sugados pelo programa de colapso da Terra. Durante a trama ela aproveita para seduzir Keiichi, e, contraditoriamente, tenta aproximá-lo de Belldandy.
Skuld: Irmã mais nova de Belldandy. É a deusa do futuro. Mesmo sendo tão jovem possui um grande conhecimento tecnológico. Apresenta durante a história um comportamento infantil, mimado e ciúmes excessivos de sua irmã Belldandy, fazendo de tudo para afastá-la de Keiichi, pois não admite perder sua irmã para ele.

### Personagens Secundários
Megumi Morisato: Irmã mais nova de Keiichi, que se muda para mesma cidade de seu irmão para estudar na universidade.
Tamyia & Otaki Senpai: Alunos veteranos e lideres do Clube do Motor na Universidade Nekomi onde Keiichi estuda. Por serem mais velhos, eles aproveitam de sua posição de líderes para tratar Keiichi como um empregado, e mesmo assim o consideram como amigo.
Hasegawa: membro feminino mais jovem do Clube do Motor, que frequentemente reclama de sua aparência jovial de aluna do colegial o que a impede de ser vista como uma mulher madura e desejável pelos homens.
O Monge: é o verdadeiro responsável pelo complexo arquitetônico do templo onde os personagens principais passam a morar.
Banpei-kun: robozinho criado por Skuld responsável pela proteção do templo. Mas, ao mesmo tempo que ele foi programado para proteger o templo de demônios, ele também tenta manter Keiichi afastado de Belldandy (por ordens da ciumenta Skuld).
Peorth: deusa de primeira classe que é acionada "por acaso" através de uma ligação de Keiichi. Por considerar que Belldandy falhou em realizar o desejo de Keiichi, ela concede um novo desejo ao protagonista (o que causa muita confusão).
Lind: poderosa deusa de elite enviada a terra para investigar um suposto caçador de anjos.  

### Antagonistas
Sayoko Mishima: garota rica considerada "Rainha" da universidade, e rival de Belldandy que tenta de todas as formas superá-la para recuperar seu "posto de realeza". Como forma de atingir Belldandy, Sayoko tenta de todas as formas seduzir Keiichi.
Toshiyuki Aoshima: Playboy, primo de Sayoko que tenta seduzir Belldandy e derrotar Keiichi de várias maneiras.
Mara(Maller): demônio de primeira classe com aparência feminina que foi libertado de sua prisão em um CD mágico para derrotar as deusas, fazendo com que elas voltem para o céu, deixando o domínio da terra para os demônios.
Hild Daimakacho: demônio feminino, líder supremo dos demônios, chefe de Mara, que também almeja derrotar as deusas e instaurar o caos no mundo. Ela também possui um misterioso parentesco com Urd.

## Mídia

### Mangá
Escrito e ilustrado por Kōsuke Fujishima, Ah! Megami-sama foi publicado na revista Monthly Afternoon da Kodansha, em setembro de 1988, e terminou depois de 25 anos de duração em 25 de abril de 2014. A Kodansha reuniu seus 308 capítulos individuais em 48 volumes tankōbon, lançados de 18 de agosto de 1989, a 23 de julho de 2014.

### OVA
Em 1993, a Anime International Company, KSS, Tokyo Broadcasting System e Kodansha juntaram-se para produzir uma série de cinco episódios, lançada diretamente para o mercado de vídeos. Coube a direção a Hiroaki Gōda e a distribuição foi feita pela Pony Canyon. O primeiro episódio chegou ao mercado no dia 21 de fevereiro de 1993 e o último no dia 17 de maio de 1994.

### The Adventures of Mini-Goddess
Entre 1998 e 1999 foram lançados 48 episódios da série "The Adventures of Mini-Goddess" (ああっ女神さまっ 小っちゃいって事は便利だねっ, Aa! Megami-sama! Chicchaitte Koto wa Benri da ne). A animação usava o visual SD e era baseada em tiras de dois a quatro quadros publicados entre os capítulos do mangá de Ah! Megami-sama. Teve direção de Hiroko Kazui e Yasuhiro Matsumura e a produção da Oriental Light and Magic.

### Filme
O longa-metragem "Ah! Megami-sama: The Movie" (劇場版ああっ女神さまっ, Gekijōban Aa! Megami-sama), chegou aos cinemas japoneses em 2000. A direção foi de Hiroaki Gōda, e o roteiro foi redigido por Michiko Yokote e Yoshihiko Tomizawa. A animação foi realizada pela Anime International Company e foi co-produzida pela Kodansha, Dentsu, Sega Enterprises, Pony Canyon, Nippon Shupan Hanbai, AIC, MOVIC e Shochiku.

### TV
Ah! Megami-sama só ganharia uma série de anime para a TV em 2005. A Tokyo Broadcasting System (TBS) exibiu os 24 episódios da série entre 7 de janeiro e 8 de julho de 2005. A animação ficou novamente a cargo da Anime International Company. A Bandai Visual lançou 8 DVDs com a série entre os meses de abril e novembro de 2005. Em 23 de dezembro de 2005, a Bandai lançou dois OVAs de 25 minutos sendo considerados o final da primeira temporada.
No dia 6 de abril de 2006 estreia a segunda temporada da série intitulada "Ah! Megami-sama: Sorezore no Tsubasa". A série foi concluída em 14 de setembro de 2006 com a exibição do episódio 22. Com o lançamento da série em DVD, foram adicionados dois episódios extras, lançados em 23 de dezembro de 2007.

### Trilha sonora
As seiyu das séries também são cantoras profissionais. Tanto na versão Goddess Family Club ou em uma trilha sonora original, a série possui dúzias de álbuns.

### Jogos eletrônicos
Um adventure game intitulado Aa! Megami-sama! para o NEC PC-9801 foi lançado em 1993 pela Banpresto. A versão aperfeiçoada foi lançada em 1997 para o PC-FX que adicionou vozes e outra melhorias.
Um quiz game para Dreamcast intitulado Quiz: Ah! My Goddess foi lançado em Agosto de 1998. O jogador assumia o papel de Keiichi Morisato respondendo a perguntas dos personagens do anime/mangá.
Em fevereiro de 2007 o jogo Ah! My Goddess foi desenvolvido pela Marvelous Interactive e lançado no Japão para PlayStation 2. O jogo, lançado apenas no japão, possuía três edições: a edição limitada (conhecida como Holy Box); a edição de DVD regular e uma edição em 1998 chamada Best Collection.

## Máquinas
Ao longo do mangá e do animê são vistos muitos automóveis e motocicletas, muitos dos quais tem relação direta com a atividade estudantil de Keeichi.
- Brough Superior SS100 AGS (motor JAP) - no Capítulo 048 "A Promessa Esquecida"(Vol.08[6])
- Fiat 500 (499cc) - carro de Hasegawa aparece nos Capítulos 049 "A merenda do amor"(Vol.08)[6] (provavelmente, uma homenagem indireta á franquia Lupin III)

e 110 "O que há na passagem da montanha?"(Vol.08)
- RS-80 TOMBOY (KX-80 79cc) - no Capítulo 111 "Verdadeira forma revelada"(Vol.18)[7]
- Gilera Runner FXR (175,8cc) - no Capítulo 125 "A corrida começa! As deusas também agem!"(Vol.20)[8]
- Mitsubishi Lancer Evolution IV GSR(1997cc) - no Capítulo 125 "A corrida começa! As deusas também agem!"(Vol.20)[8]